# 東京経済大学
東京経済大学（とうきょうけいざいだいがく、英語: Tokyo University of Economics）は、東京都国分寺市南町1丁目7-34に本部を置く日本の私立大学。1900年創立、1949年大学設置。大学の略称は東経大（とうけいだい）。

## 概観

### 大学全体
東京経済大学の前身は、大倉財閥の創始者大倉喜八郎によって1900年に現在の東京都港区虎ノ門に創立された大倉商業学校。大倉は、その設立の趣旨を次のように述べている。
創立委員として大倉の友人である石黒忠悳（大倉商業学校と大倉高商で理事・督長を歴任）・渡邊洪基（大倉商業学校の督長を歴任）・渋沢栄一が参画し、1919年には旧制専門学校の大倉高等商業学校（大倉高商）を開校。1946年には大倉経済専門学校（大倉経専）として現在の国分寺キャンパスに移転、その3年後に大学に昇格。
創立時の所在地は、大倉喜八郎の邸宅（現在はホテルオークラ、大倉集古館が建つ）の隣接地であった東京市赤坂区葵町（現・東京都港区虎ノ門）であった。しかし、第二次世界大戦期の太平洋戦争空襲による校舎焼失により、1946年1月20日に現在のキャンパスがある国分寺へ移転する。なおこの国分寺の土地は大倉財閥系列企業であった中央工業（新中央工業の前身）所有の土地であり、赤坂の校地との引き換えによって取得したものである。赤坂葵町の校地には現在、虎ノ門ツインビルディング（旧新日鉱ビル）が建設されており、ビル敷地内の緑地には創学の碑がある。
11万人近い卒業生がおり、経済界をはじめとして政治・会計・ジャーナリズム・芸能・スポーツなどのさまざまな分野に人材を輩出している。。

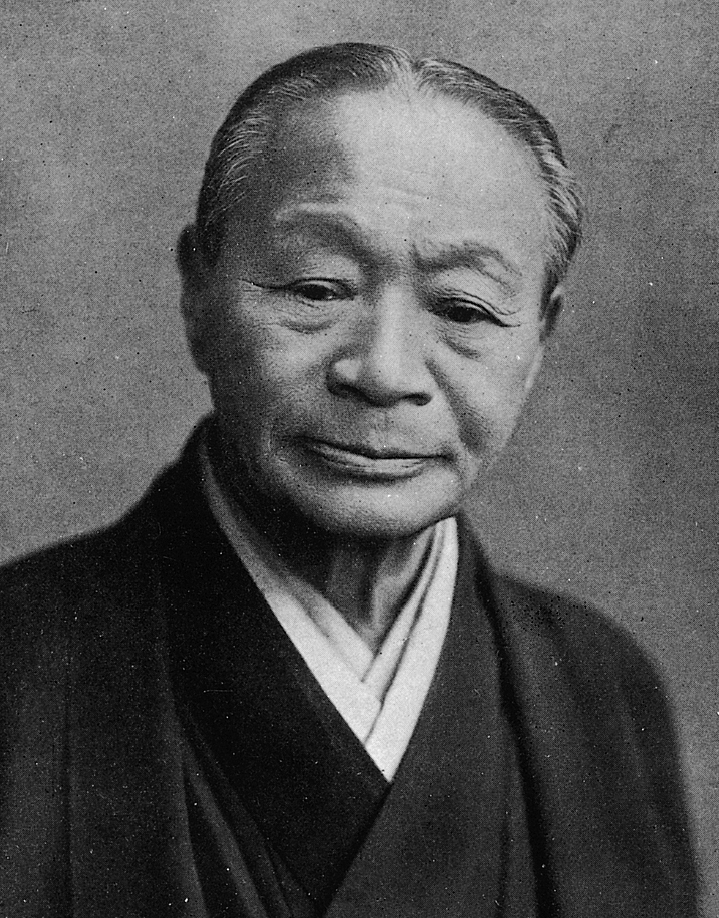
大倉 喜八郎
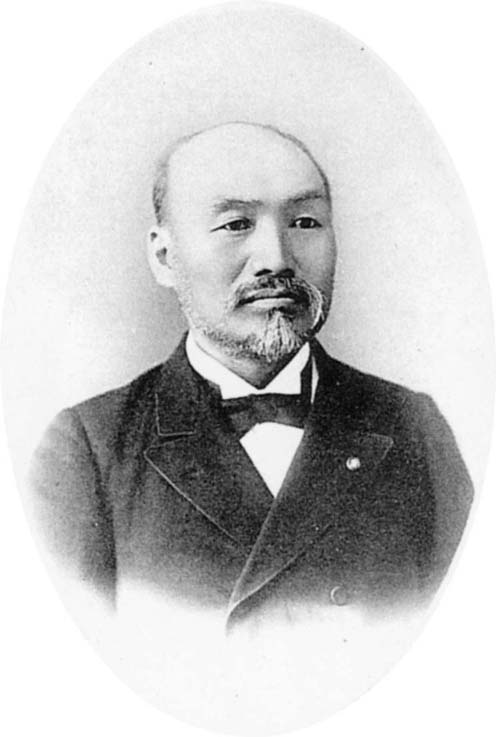
渡邊 洪基
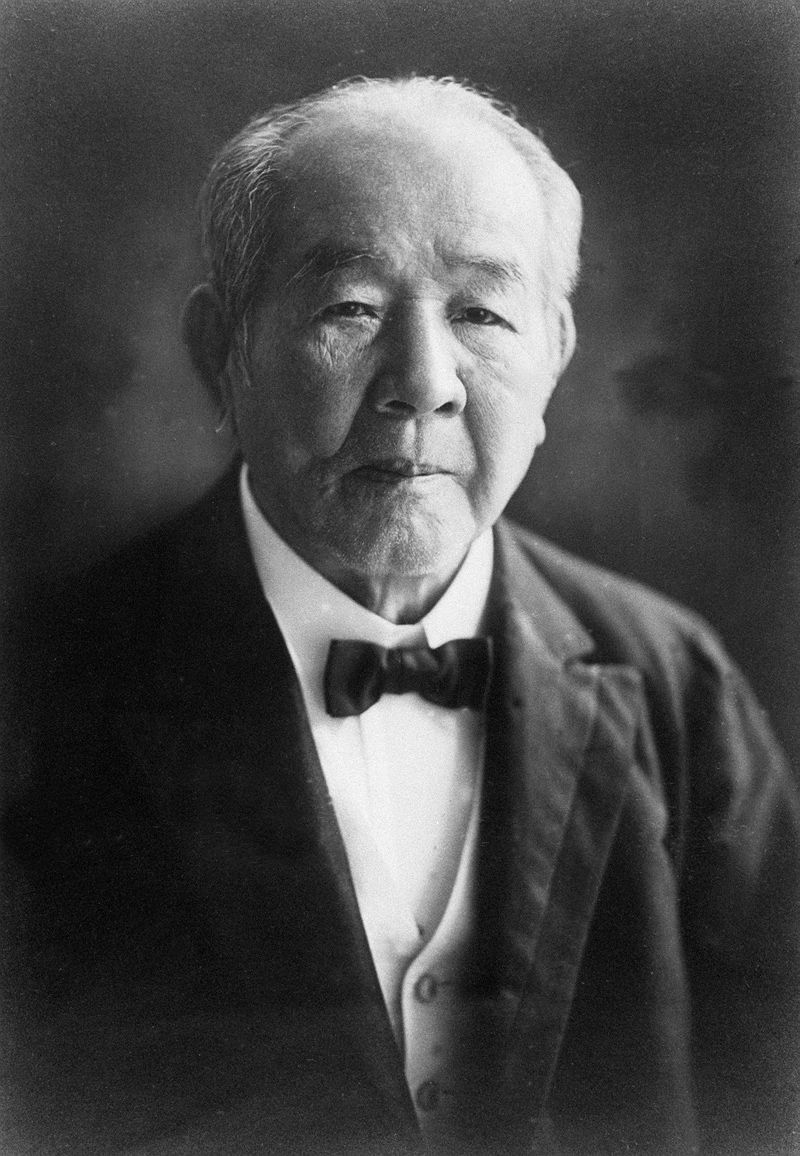
渋沢 栄一
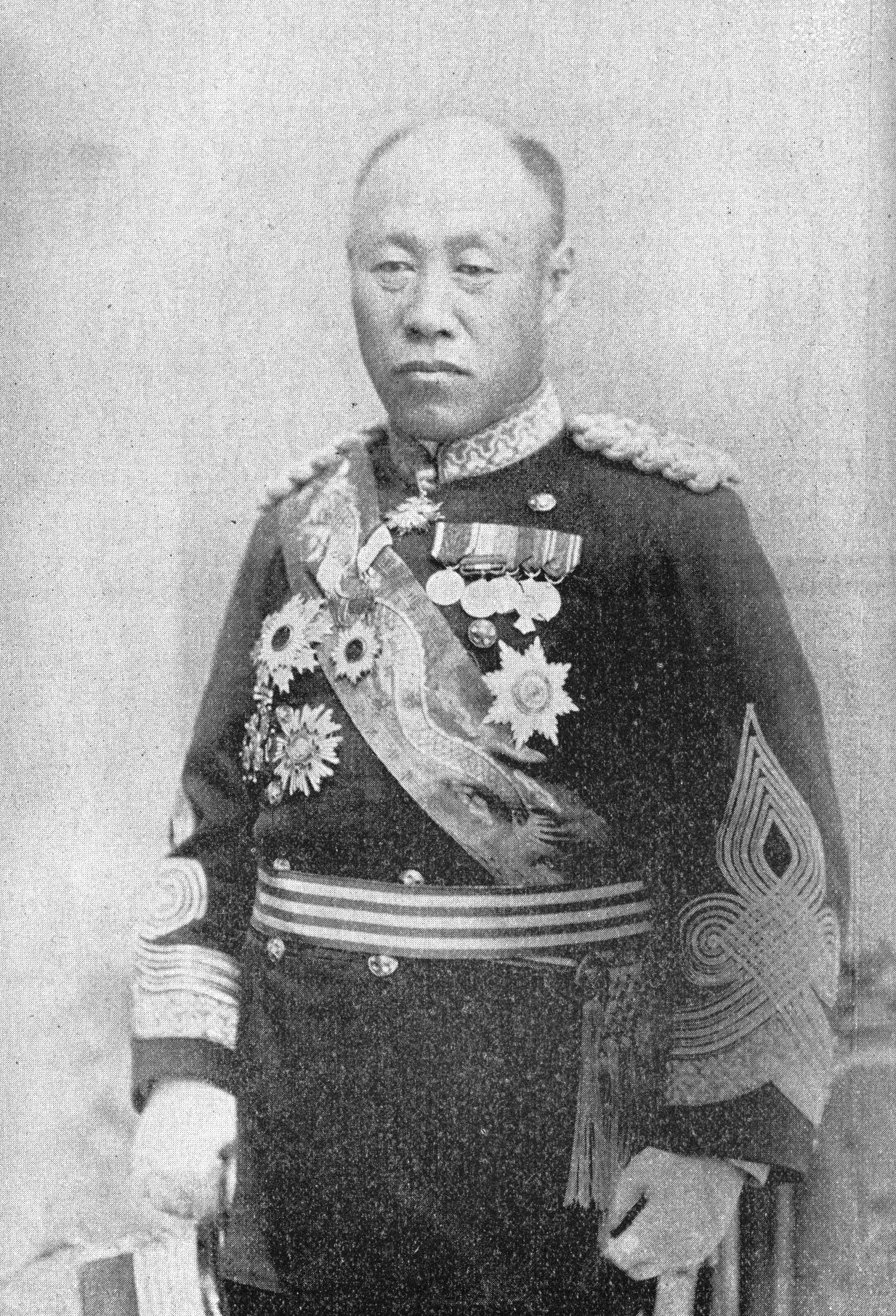
石黒 忠悳

### 建学の理念

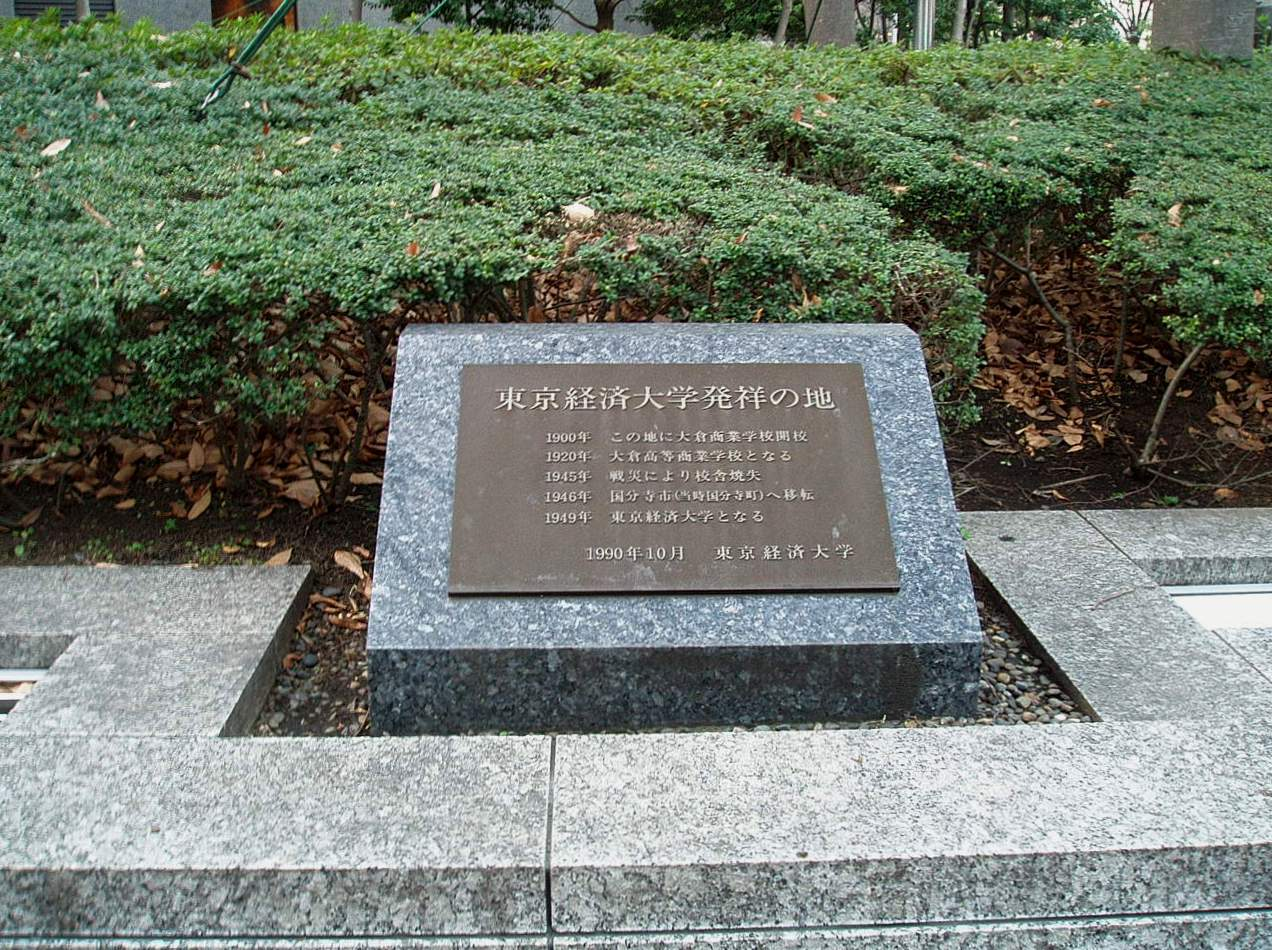
東京経済大学発祥の地
（東京都港区虎ノ門）

- 進一層 (Forward Forever)[1]
- 責任と信用 (Be Honest and Responsible Citizens)[1]

「責任と信用」については、大倉喜八郎の1928年1月9日の始業式での訓話を元にしている。

## 沿革

### 年表

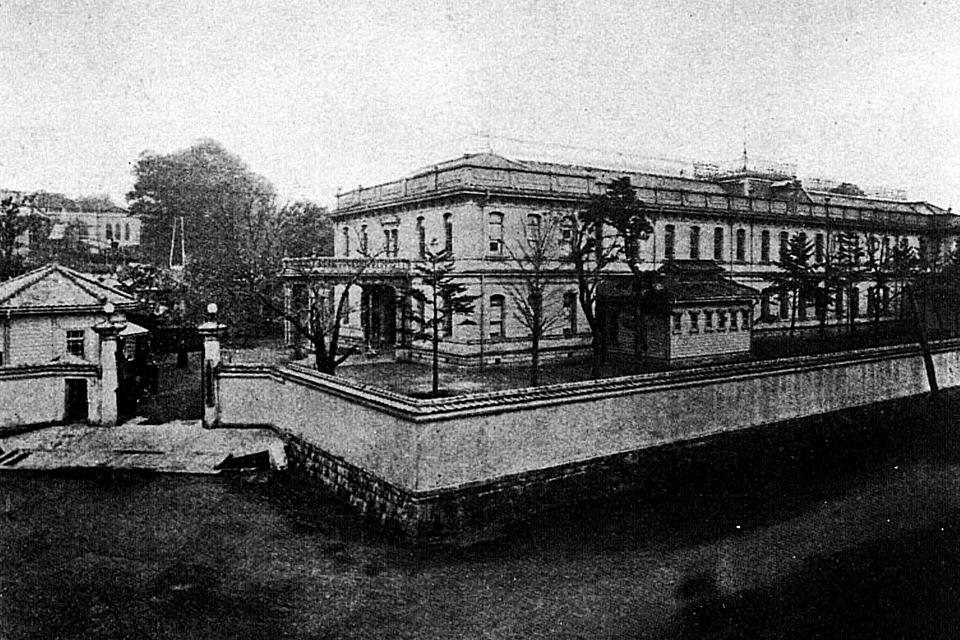
大倉商業学校（1900年）

- 1898年 5月 - 大倉喜八郎、商業学校設立を表明
- 1898年10月 - 財団法人設立
- 1900年 - 大倉商業学校創立（修業年限 予科2年・本科4年）[2]。
- 1919年 - 大倉高等商業学校へ昇格[2]。
- 1944年 - 大倉経済専門学校に改称[2]。
- 1946年 - 東京都赤坂区葵町から国分寺町へ移転[2]。
- 1949年 - 新制東京経済大学発足、第一学部（経済学科・商学科）、第二学部（経済学科・商学科）を設置[2]。
- 1950年 - 短期大学部商経科を設置[2]。
- 1951年 - 旧制大倉経済専門学校廃止[8]。
- 1964年 - 経営学部経営学科を設置[2]。公認会計士・税理士コースを開設。
- 1970年 - 大学院開設[2]。
- 1995年 - コミュニケーション学部を設置（日本初）[2]。多摩アカデミックコンソーシアム（多摩地区大学協力機構、略称TAC）を結成[2]。
- 2000年 - 創立100周年。現代法学部を設置[2]。
- 2001年 - 経済学部第二部、経営学部第二部の学生募集を停止。
- 2004年 - 大学院コミュニケーション学博士課程で日本初のコミュニケーション学博士が誕生[9]。「21世紀教養プログラム」を設置[2]。短期大学部廃止[2]。
- 2007年 - 経済学部第二部、経営学部第二部を廃止。「東経大チャレンジシステム」（文部科学省「学生支援GP」）開始[2]。
- 2010年 - 「早期卒業制度」開始[10]。文部科学省「大学生の就業力育成支援事業GP」に「TKUエンプロイアビリティ養成プログラム」が採択される[11]。
- 2017年 - 「キャリアデザインプログラム」開始[12]。
- 2020年 - 創立120周年。新型コロナウイルス感染症拡大に伴い、各種記念行事中止。記念シンポジウムをオンライン開催。「縁結び」をコンセプトに、新次郎池周辺を環境に配慮した水と緑の空間へ整備[2]。
- 2021年 - 経済学部および経営学部に教養探求プロジェクトを導入。全学的データサイエンス教育開始[2]。
- 2022年 - コミュニケーション学部コミュニケーション学科を発展改組。コミュニケーション学科をメディア社会学科へ名称変更。国際コミュニケーション学科を開設[2]。

## 基礎データ

### 所在地
- 国分寺キャンパス（東京都国分寺市南町1-7-34）[13]
- 武蔵村山キャンパス（東京都武蔵村山市学園5-22-1）[13]

### 象徴

#### 学章
東京経済大学の学章（校章）は葵の葉がデザインされたものであり、これは前身である大倉商業学校があった赤坂葵町の町名に由来するものである。
スクールカラー    

黄色をスクールカラーとしている。端艇部が大正13年（1924年）のインカレに出場する際に、当時の大倉高等商業学校校長であった立花寛蔵の考えにより、オールの色に黄色を使用したためとされている。また、伝統を表わす色を黄色とし、それを際立たせるための知性を表現する色として青をサポートカラーとしている。。

#### 学歌・応援歌・大学讃歌
- 東京経済大学校歌 - 佐藤佐太郎・作詞、團伊玖磨・作曲[15]
- 大倉高等商業学校校歌 - 藤村作・作詞、信時潔・作曲[15]
- 東京経済大学応援歌 - 石本美由起・作詞、服部克久・作曲[15]
- 大学讃歌 - 依光良馨・作詞、中瀬日佐男・作曲[15]

## 教育および研究

### 組織

#### 学部
- 経済学部[16]
  - 経済学科[16]
  - 国際経済学科[16]
- 経営学部[16]
  - 経営学科[16]
  - 経営学科会計プロフェッショナルプログラム
    - 公認会計士コース
    - 税理士コース
    - 国税専門官コース

  - 流通マーケティング学科[16]
- コミュニケーション学部[16]
  - メディア社会学科[16]
    - メディアコース
    - 企業コース
    - グローバルコース
      - 2年次よりコースに分かれる。

  - 国際コミュニケーション学科[2]
- 現代法学部[16]
  - 現代法学科[16]
    - 総合法プログラム
    - 公共政策プログラム
    - ビジネス法プログラム
    - 消費者法プログラム
    - 環境法プログラム
    - 福祉法プログラム
      - 2年次より各プログラムに分かれる。
- キャリアデザインプログラム[16]

#### 研究科（修士・博士後期課程）
- 経済学研究科[16]
- 経営学研究科[16]
- コミュニケーション学研究科[16]
- 現代法学研究科[16]

#### 付属機関
2004年に「プロジェクト研究所規程」が設けられ、東京経済大学の専任教員を所長とする3年から5年の時限付きのプロジェクト研究所が設置されるようになった。

### 研究
- 学術研究センター
  - 東京経済大学にはかつて貿易研究所(1957)、産業貿易研究所（1958)、経済経営研究所(1967)などの学内研究所が設置されていたが、1970年以降は、学内研究所が存在していなかった。しかし、20世紀末を迎える頃から、資源や資本設備といった物的資本に代わって、知識や人的資本といった無形資産が経済成長や社会発展の主役となる知識基盤社会の到来が現実のものとなってきた。各研究分野では国境や分野を超えたグローバルな競争が高まり、日進月歩の技術革新や知識のパラダイム変化は大学での研究のありかたにもさまざまな変化をもたらした。[18][19]
  - こうした時代変化に応えるために、東京経済大学では専任教員の一層の研究支援、学外機関との共同研究の促進、外部研究資金導入の基盤形成を目的として、2000年5月に、この学術研究センターを設立した。東京経済大学では教育と研究を常に車の両輪として等しく尊重してきたが、ことに現代の知識基盤社会では、旧来の知識体系が短期間で覆され、絶えずイノベーションが生じるため、研究活動が停滞すると必然的に教育の質も低下していくことになる。現代では、新たな研究に挑戦し続ける研究者こそが、学生にとってもっとも魅力的な教育者となりえる。[18][19]
  - 学術研究センターの設立によって、東京経済大学の研究支援体制は格段に向上し、科学研究費の採択件数も近年一貫して増加傾向にある。今後はますます分野、所属組織、性別、年齢を超えた情報交換と研究協力の媒介者の役割を果たすことで東京経済大学の研究活動を支援していくとしている。[18][19]

- 大学院の誕生と発展
  - 研究活動の強化と高度な専門教育を行う目的で、まず、1970年（昭和45年）に大学院経済学研究科経済学専攻修士課程を、1976年（昭和51年）には同博士後期課程を設置した。[20]
  - つづいて、1984年（昭和59年）に経営学研究科経営学専攻修士課程、1986年（昭和61年）に同博士後期課程を設置、また、1999年（平成11年）にはコミュニケーション学部学生の卒業にあわせてコミュニケーション学研究科コミュニケーション学専攻修士課程を設置、2001年（平成13年）に同博士後期課程の設置を経て、2004年（平成16年）には現代法学部学生の卒業にあわせて現代法学研究科現代法学専攻修士課程を設置し、現在では4研究科４専攻体制となっている。[20]
  - 加えて、勉学意欲旺盛なシニア層に応えるべく、2006年10月から2007年4月にかけて各研究科修士課程において4年計画で修士学位取得を目指せるシニア大学院制度を導入した。また、コミュニケーション学研究科において博士後期課程のシニア入試制度を2017年4月から開始し、2020年4月からは経済学研究科とあわせて、シニア層に対し、6年計画で博士学位取得を目指せる制度を設けた。また経営学研究科博士後期課程においても2023年4月入学者より同様の制度を導入し、博士後期課程を設置するすべての研究科においてシニア大学院制度を有することとなった。[20]
  - この間、経済界をはじめ広汎な分野に多数の人材を送り出すとともに、研究条件の整備や気鋭の研究者の参集によって、充実した、特色に富む大学院としての評価が高まっている。激しい社会的転換期を迎え、東京経済大学はそのユニークな歴史をさらに発展させるべく日夜たゆまぬ努力を続けているとしている。[20]

### 教育
下記の取組がなされている。
- TKUチャレンジシステム
  - TKUベーシックプログラム（全学生対象）
すべての学部学生が身につけるべき「10の力」を「TKUベーシック力」と定め、身近な目標を提示しつつ、その修得支援を行うプログラムである[21][22]。学びの指針としてこの大学オリジナルの『ベーシック力ブック』が全学生に配布されている[23]。
    - 学習センター
入学から卒業まで学生の「TKUベーシック力」修得を総合的にサポートする「学習センター」が開設され、教員運営委員、職員サポーター、学生サポーターの三者協働で個別相談や独自講座・イベントが運営されている[22][24]。

  - TKUアドバンストプログラム（選抜制）[25]
    - 会計プロフェッショナルプログラム（定員：1学年50名）
    - 法プロフェッショナルプログラム（無定員・受講要件あり）
    - 金融キャリアプログラム （定員：1学年60名）
    - PRプロフェッショナルプログラム（定員：1学年20名）
    - グローバルキャリアプログラム（定員：豪州コース20名、中国コース10名）
    - 英語アドバンストプログラム（定員：140名）

- 学部教育改革・早期卒業制度
成績優秀でありかつ大学院進学を希望する学生を対象に、学部を3年間で卒業させ、東京経済大学大学院に進学を許可する、飛び級制度[26]。2010年の学部入学生から対象とし、2013年から早期卒業者選考を開始している[27]。

- 考え抜く実学
東京経済大学は、2020年創立120周年を迎えた。これを機にアカデミズムに裏打ちされた実学教育を実践する大学として「考え抜く実学。」をコンセプトに、先を見据えチャレンジし続ける大学でありたいと考えている。120周年最初の広報として2020年1月4日（土）日本経済新聞全国版に、創立120周年を迎える東京経済大学の所信表明として『考え抜く実学。』を掲出した。より多くの方に本学の姿勢や考え方を知っていただきたいという思いから、ビジュアルを使わずにあえてタイポグラフィで表現し掲載した。東京経済大学は、創立者の言葉であり建学の精神でもある「進一層」の言葉を体現し続け、どんな時代をも生き抜くことのできる力を備えた学生を「考え抜く実学。」を実践し育成していくとしている。[28]

- ゼミする東経大
講義で基礎を幅広く学び、ゼミで専⾨分野を深く追求することをゼミという学びのあり方としている。
  - PCスキルは必須条件
すべての1年生が初年次ゼミに所属し、データ収集や検索の方法、レポートの書き方、プレゼン発表の仕方など、大学での学び方の基礎を身につけることとしている。
  - 資料を集めてレポート作成
興味を持ったテーマについて、仮説を立て、調査・分析を行い、レポートにまとめ、4年間の集大成となる卒論を完成させる。２万文字以上の論文になることもある。
  - 発表の機会が豊富
日銀グランプリをはじめ、人権セミナー、論文発表会など学外での実践機会が豊富。緊張感を持って取り組み、他大学の学生から刺激を受けることも多く、確かな実力が身につく。日銀グランプリとは日本銀行に於いて、学生が金融・経済に関心を持ち、わが国の金融・経済の現状と将来について、自分たちの問題として考えてもらうきっかけになればとの思いから、2005年度より小論文・プレゼンテーションのコンテスト「日銀グランプリ」を開催している。6年連続で日銀グランプリの決勝進出を決めていた東京経済大学経済学部の石川雅也准教授のゼミが、2022年11月23日（水・祝）に日本銀行本店で開催された決勝大会にて、3年ぶり3度目の最優秀賞の栄冠を手にした。このコンテストでは、予選（小論文の審査）により決勝進出チームを選出のうえ、日本銀行本店での決勝において、プレゼンテーションおよび審査員との質疑応答を行い、各賞を決定している。[29][30][31][32]

#### 採択されているプログラム
- 新たな社会的ニーズに対応した学生支援プログラム（学生支援GP）
  - TKUベーシックプログラム（2007年（平成19年度）採択）[33]
上記「TKUチャレンジシステム」の一部。
- 大学生の就業力育成支援事業（就業力GP）
  - TKUエンプロイアビリティ養成プログラム（2010年（平成22年度）採択）[11]
キャリア形成科目の展開と、学習履歴や課外活動などを記録するキャリア・ポートフォリオを活用して、学生の就業力獲得をめざすプログラム[34]。

## 学生生活

### 学生団体
東京経済大学では、全学生から会費を徴収して活動を行う大学公認の学生組織を「学生団体」と称している。加盟サークルが28団体（2018年1月時点）である文化会、加盟サークルが29団体（2018年1月時点）である体育会のほか、葵祭実行委員会、新聞会、学生会、生協学生委員会、ゼミナール連合会が学生団体として公認されている。

### 学園祭
- 葵祭
10月末から11月初旬頃にかけて実施される[37]。前身である大倉高等商業学校の「記念祭」を引き継いで実施されている大学祭[38]。名称は大倉高等商業学校のあった赤坂葵町の町名に由来する[38]。
- 葵祭水上運動会（ボート競技大会）
葵祭のプレ企画[39]。

### スポーツ
- グリーンレガッタ（ボート部）
東京経済大学、中央大学、日本体育大学、法政大学の4大学対抗漕艇（ボート）レース[40]。1991年から現在の形態となり、毎年、4月29日（2006年まではみどりの日、以降は昭和の日）に戸田漕艇場で行われる[41]。

## 大学関係者と組織

### 大学関係者組織

#### 同窓会
- 葵友会
卒業生と教職員経験者・支援者を会員とし、地域・職域支部および業界別組織を持つ[42]。
  - 地域支部
全国各都道府県に55支部[42]。
  - 職域（企業）支部
20余の職域支部がある[42]。

## 施設

### キャンパス

#### 国分寺キャンパス
- 使用学部：全学部
- 使用研究科：大学院全研究科
- 敷地面積：59,131.00m²
- 交通アクセス：JR東日本中央線・西武国分寺線・西武多摩湖線国分寺駅南口より徒歩12分[43]。

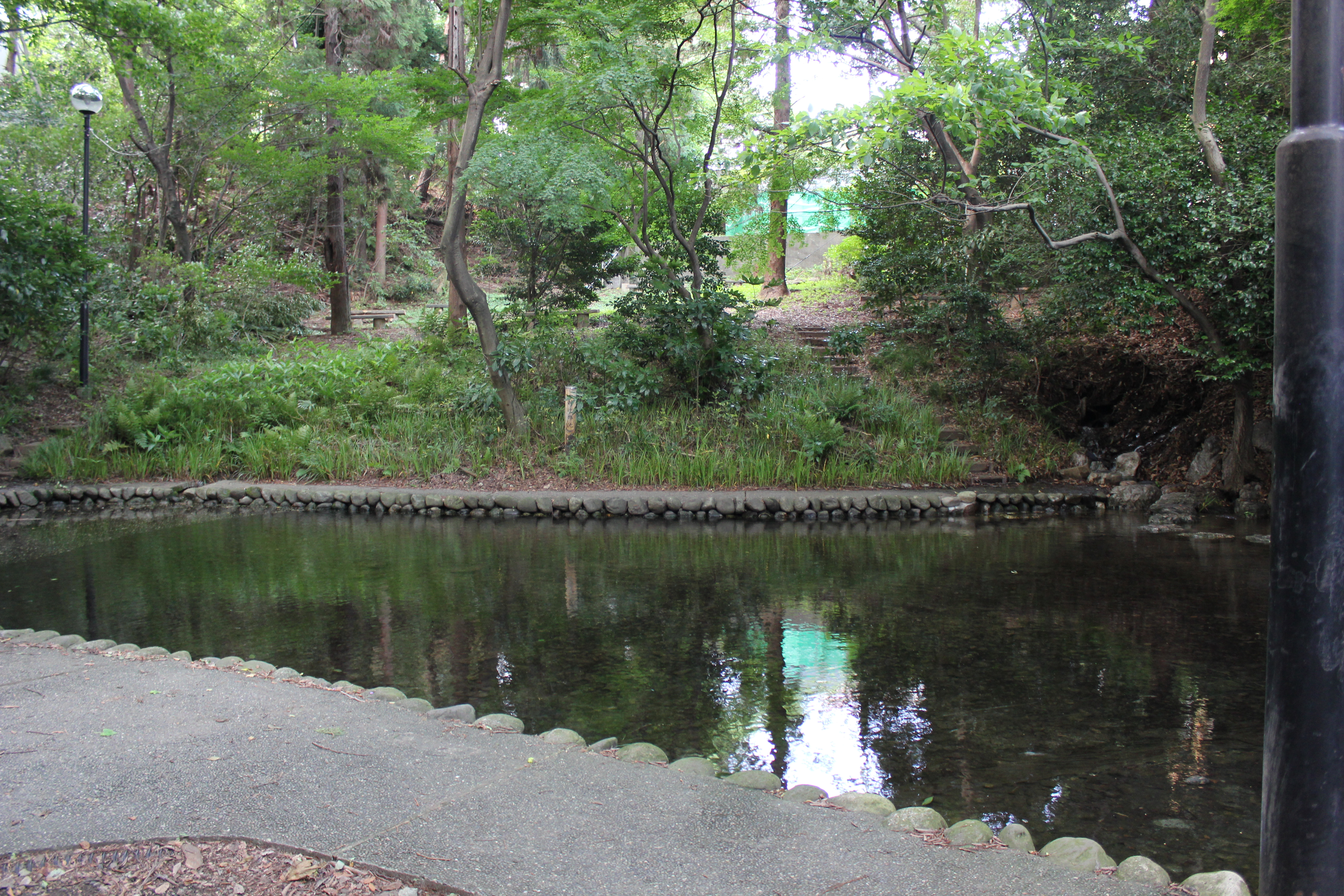
新次郎池

国分寺キャンパス内を国分寺崖線が貫いており、構内東南端には2003年東京都名湧水57選に選ばれた「新次郎池」がある。その名称は、1957年から10年間学長を務めた北澤新次郎の名に由来する。また、構内にある大学図書館（当時）は1968年日本建築学会賞作品賞を、大学本館は第1回BCS賞をそれぞれ受賞した建築物である。
2010年より、中規模教室の増設と図書館の機能向上などを目的として、国分寺キャンパスの再開発を実施している。この再開発で2010年には旧5号館が解体され、2012年に中規模教室・大教室・PCL教室等の機能を持つ新5号館が竣工、その後旧3号館が解体され新図書館が竣工した。また新図書館竣工後に旧図書館の改修工事を行い「大倉喜八郎進一層館（Forward Hall）」としてリニューアルされ、正面入口に大倉喜八郎の銅像が鎮座している。
2025年1月からは「創立120周年記念事業『国分寺キャンパス第2期整備事業』」と称して食堂等の新築建替工事を行っている。完成は2028年7月を目指している。
| 国分寺キャンパスの施設一覧                                                                | 国分寺キャンパスの施設一覧 | 国分寺キャンパスの施設一覧                      | 国分寺キャンパスの施設一覧           |
| 施設名                                                                                    | 竣工年                     | 主な施設機能                                    | 備考                                 |
| ----------------------------------------------------------------------------------------- | -------------------------- | ----------------------------------------------- | ------------------------------------ |
| 1号館                                                                                     | 1959年                     | 大学本部、中・小規模教室、ゼミ教室              | 第1回BCS賞受賞                       |
| 2号館                                                                                     | 2000年                     | 大・小規模教室                                  |                                      |
| 4号館                                                                                     | 1963年                     | 大規模教室                                      |                                      |
| 5号館                                                                                     | 2012年                     | 大・中・小規模教室、PCL教室、ゼミ教室           | 2014年度グッドデザイン賞受賞         |
| 6号館                                                                                     | 1995年                     | 事務室、中・小規模教室、PCL教室、研究室、会議室 | コミュニケーション学部開設に伴い建設 |
| 図書館                                                                                    | 2014年                     | 図書館                                          | 2014年度グッドデザイン賞受賞         |
| 大倉喜八郎進一層館 （旧図書館）                                                           | 2014年                     | ホール・資料展示スペース・校友センター・CSC     | 1968年日本建築学会賞作品賞受賞       |
| 学生厚生会館                                                                              | 1998年                     | 大学生協本部・売店、学生ラウンジ、部室          |                                      |
| 葵陵(きりょう)会館                                                                        | 1975年                     | 食堂、売店、ラウンジ 会議室                     |                                      |
| 学生会館                                                                                  | 1975年                     | 部室                                            |                                      |
| 100周年記念館                                                                             | 1999年                     | アリーナ、体育室                                |                                      |
| 仮設校舎                                                                                  | 2010年                     | CSC関連施設、AVセンター                         | 2011年度までは中規模教室として使用   |
| 第一研究センター                                                                          | 1968年                     | 研究室                                          |                                      |
| 第二研究センター                                                                          | 1976年                     | 研究室                                          |                                      |
| 第三研究センター                                                                          | 2000年                     | 研究室・大学院                                  |                                      |
| 第四研究センター                                                                          | 2014年                     | 研究室                                          | 図書館の上（４F）に存在する。        |
| ・2014年11月時点でキャンパスに存在する建物を表記している。また3号館は現状では存在しない。 |                            |                                                 |                                      |

#### 武蔵村山キャンパス

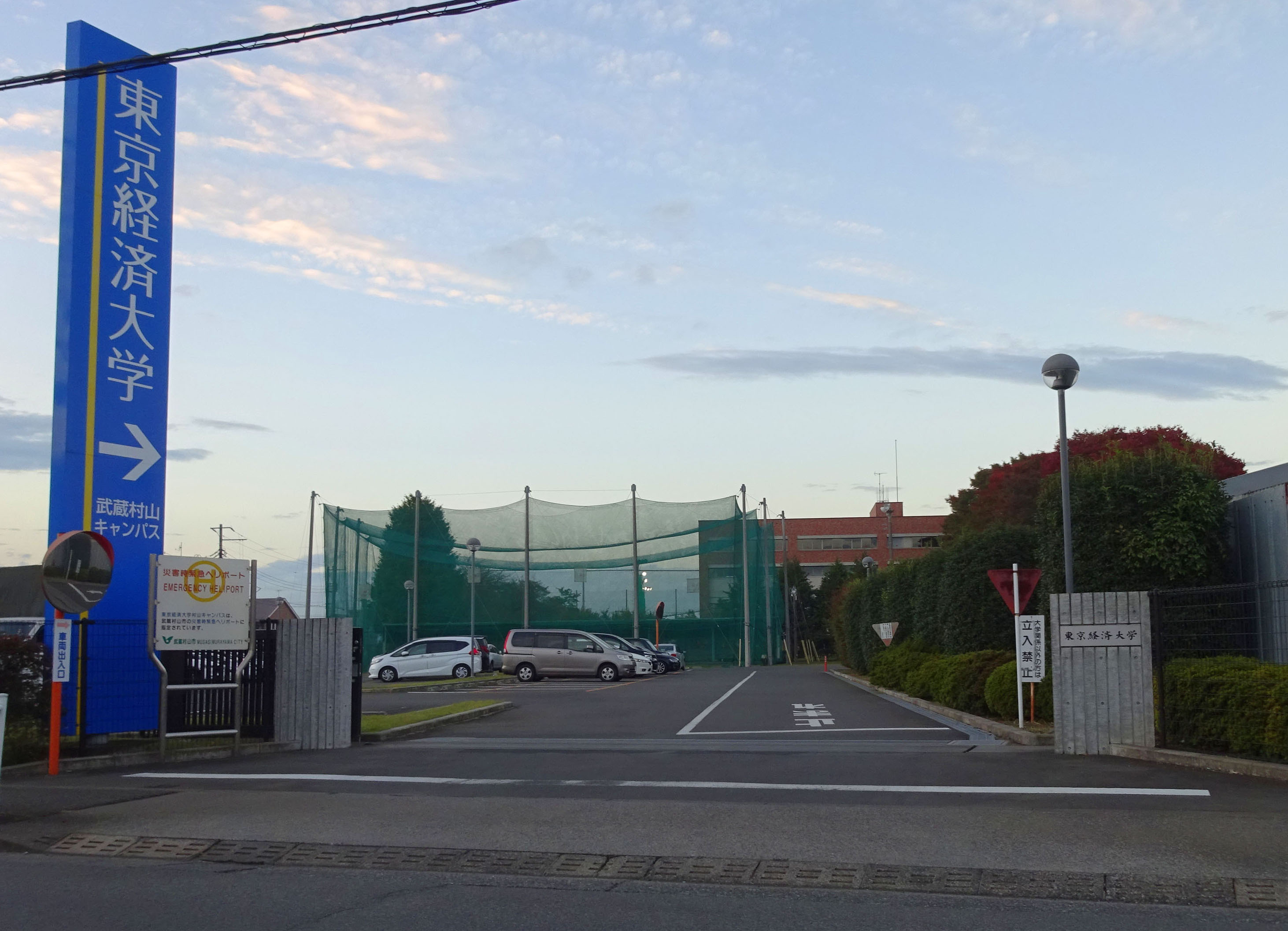
武蔵村山キャンパス入口

- 使用学部：全学部（体育・保健系科目の講義および実習）
- 使用研究科：なし
- 敷地面積：79,541.05m
- 交通アクセス：立川バス（箱根ケ崎駅-立川駅）新海道バス停より徒歩5分[49]。立川バス（玉川上水駅‐イオンモール、玉川上水駅-武蔵村山病院）東経大入り口バス停より徒歩0分[49]。

主に体育科目の施設と、体育会系サークル用のクラウンド・施設が整備されており、地域貢献の一環として、武蔵村山市市民大学講座や施設の開放が実施されている。

## 対外関係

### 地方自治体との協定
- 東京経済大学・国分寺地域連携推進協議会（2004年）[53]

### 他大学との協定

#### 複数大学間協定
- 多摩アカデミックコンソーシアム[54]
- 三大学交流
大阪経済大学および松山大学と単位互換制度を定めている[55]。

#### 個別協定校
- 対外経済貿易大学[55]
- ヴィッテン・ヘァデッケ大学[55]
- ペース大学（英語版）[55]
- 西シドニー大学[55]
- ポーツマス大学[55]

- マカオ大学[55]
- マッセー大学[55]
- 培材大学校
- 平沢大学校[55]
- 極東大学校[55]

- 雲南師範大学（中国語版）[55]
- 山東財経大学[55]
- 天津外国語大学浜海外事学院[55]

#### 友好校
- チチェスター・カレッジ[55]
- チュラーロンコーン大学[55]
- 上海財経大学[55]
- 上海杉達学院[55]

- 外国貿易大学（ベトナム語版）[55]
- 貴州財経学院（中国語版）[55]
- 雲南大学[55]
- マレーシア国民大学[55]

- ケネソー州立大学（英語版）[55]
- 三育大学校（朝鮮語版）[55]

## 社会との関わり
- 国分寺キャンパス、武蔵村山キャンパスの近隣地域との関係を重視し、「国分寺地域連携推進協議会」、「公開講座」、「まちづくり広場国分人」、「大倉喜八郎記念東京経済大学学術芸術振興会」の運営を通じて地域との連携、地域への貢献に取り組んでいる[56]。
- 「開かれた大学」の一環として民間企業出身教員の思いつきを受け経営学部で大学の講義の授業参観を実施したことがある[57]。提案者には「授業はいわば大学の商品。商品を見て納得してもら」うことと「親の目を気にして、学生が集中してくれるとの期待もあった」ようで反対者もなく、学部長にも「幼稚な大学と思われるかもしれないが、大学はもっと社会に開くべき」であり「授業には自信がある」という思いもあり実現した[57]。当日は普段より私語は少なかった[58]ようで一定の効果はあった。以降は、「授業公開」という名称で、全学部で、各学期に1回開催されている[59][リンク切れ]。
- 2014年にはむさし野経営塾との共催で、経営理論を体系的に学習し市場に応じた企業戦略構築力・実行力を持つ経営者・マネージャーを育成することを目的とした「技術経営実践スクール（TMPS）」を開講している[60]。

## Wiki関係他プロジェクトリンク
- ウィキメディア・コモンズ (Wikimedia Commons)
  - 東京経済大学

## 関連文献
- 鶴友会 編『大倉鶴彦翁』民友社、1924年。NDLJP:1874386。
- 葵友会 編『大倉高等商業学校三十年史 ： 創立三十周年記念』葵友会、1930年。NDLJP:1118833。
- 東京経済大学『東京経済大学八十年史』東京経済大学、1981年。NDLJP:12109943。